# Château de Tsutsujigasaki
Le château de Tsutsujigasaki (躑躅ヶ崎館, Tsutsujigasaki-yakata) était une résidence fortifiée du clan Takeda située à Kōfu dans la préfecture de Yamanashi. Il n'en reste que quelques vestiges et le site est aujourd'hui occupé par le Takeda-jinja.

## Histoire
La construction du château de Tsutsujigasaki a débuté en 1519 à l'initiative de Takeda Nobutora, daimyō de la province de Kai. Ce n'est pas un château japonais au sens strict du terme, mais une résidence fortifiée. 
Tsutsujigasaki a continué à servir de résidence principale à Takeda Shingen après qu'il eut pris la place son père en 1540. Par la suite, son fils Takeda Katsuyori construisit le château de Shinpu, un nouveau et plus grand château situé à Nirasaki, et y transféra sa résidence en 1581. 
Le clan Takeda fut vaincu par les forces de la coalition d'Oda Nobunaga et de Tokugawa Ieyasu en février 1582. Kawajiri Hidetaka dirigea la province de Kai depuis Tsutsujigasaki jusqu'à l'assassinat de Nobunaga. La province passa alors sous le contrôle direct du clan Tokugawa et suite l'achèvement du château de Kōfu en 1594, le château de Tsutsujigasaki fut abandonné.
Les seuls vestiges aujourd'hui sont les douves et quelques portions de murs. Le Takeda-jinja, construit en 1919, se trouve au centre du site. Il y a également un musée qui expose de nombreux objets relatifs à Takeda Shingen, dont des armures, des armes, des étendards et ses effets personnels.

## Galerie

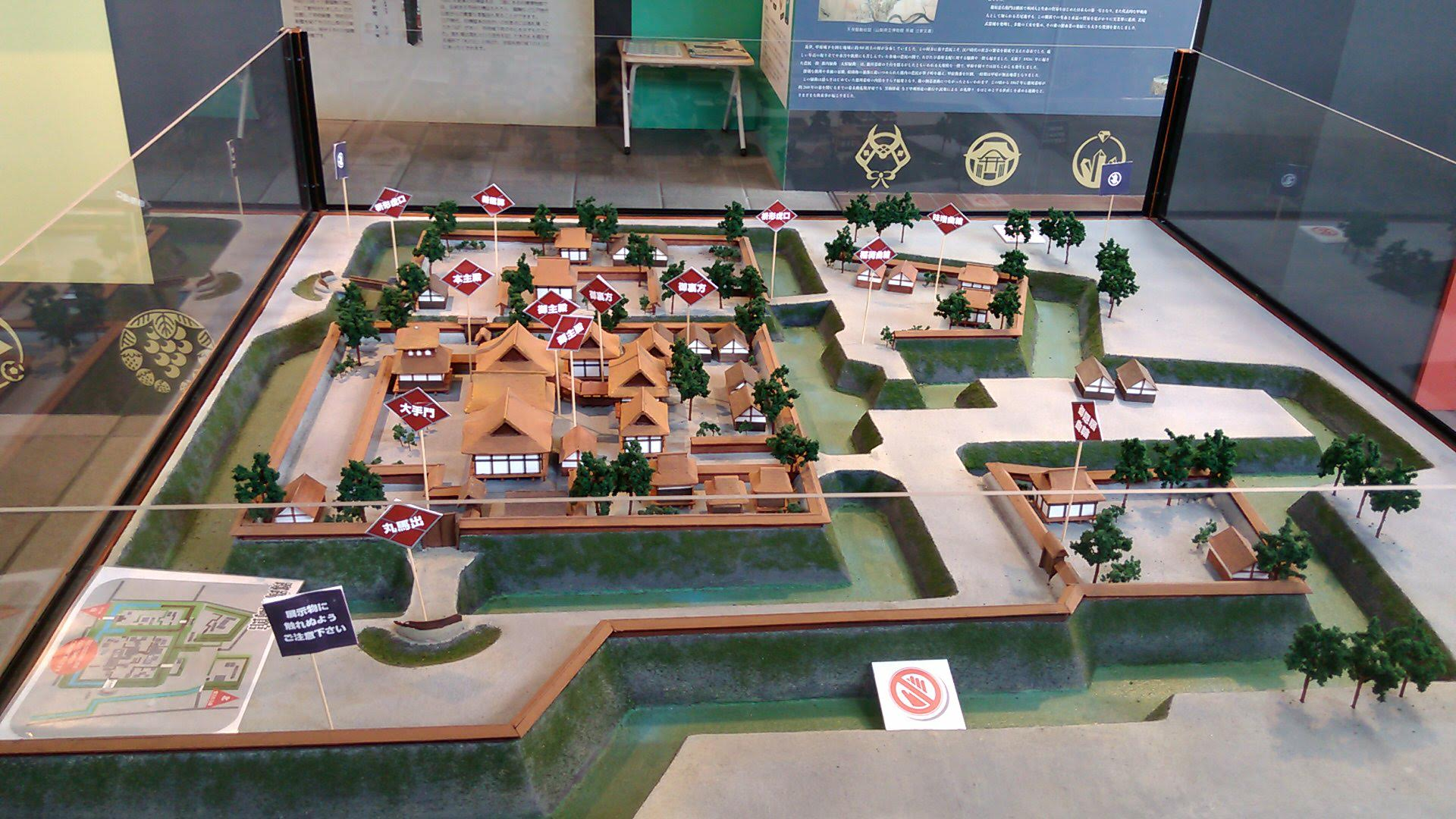
Maquette du château de Tsutsujigasaki.
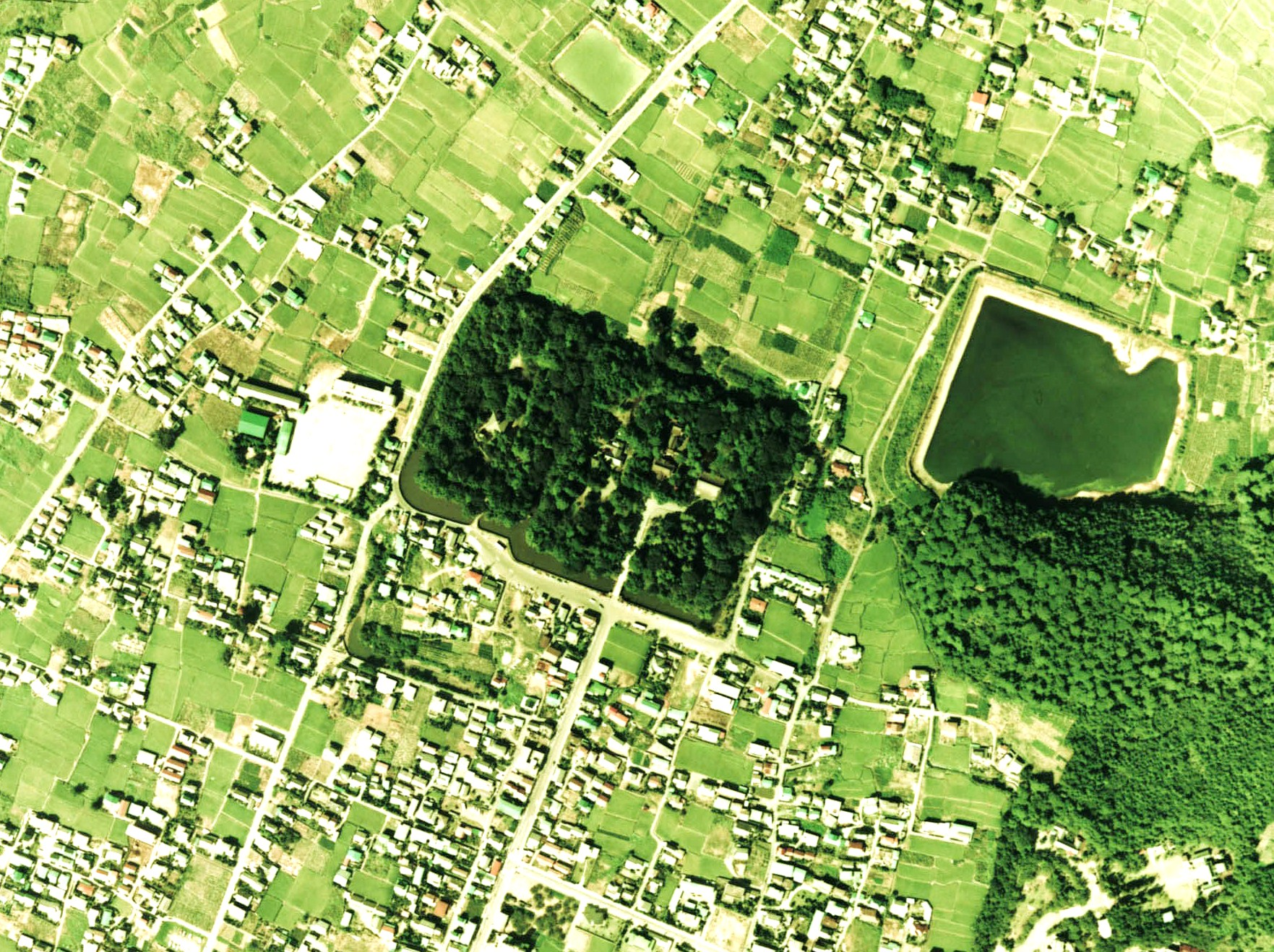
Vue aérienne du site.